# Loveholic Guys
Loveholic Guys (ラブホリック・ガイズ?, Rabuhorikku gaizu) è un manga scritto e disegnato da Gai Mizuki. L'opera è una raccolta di oneshot bara, ovvero destinati espressamente ad un pubblico gay; in patria è stata pubblicata dall'editore Oakla Shuppan nel 2008, mentre in Italia è stata importata dall'editore Renbooks nel 2014.

## Trama

### Attrazione immediata
Un giovane yakuza, colpevole di aver iniziato una rissa nel quartiere di Nichome mettendo a rischio la reputazione del proprio boss, viene punito per ordine di questi sedendo, legato ad una sedia, per un intero giorno. Il sorvegliante è il capo del ragazzo, che, supplicato dal giovane finisce per chiudere un occhio sulla pena e, venuto a conoscenza dell'omosessualità  di quello, avere con lui un rapporto sessuale. Nel momento più compromettente i due vengono sorpresi dal boss.

### Double Bind
Toru si è da poco trasferito a casa del proprio ragazzo, Tetsuya. La convivenza è resa difficile dalla presenza del gemello quasi omonimo Tatsuya che non nasconde la sua antipatia nei confronti di Toru. Al giovane, imbarazzato dalle gaffe che lo vedono scambiare spesso i due fratelli e che aumentano l'insofferenza del ritroso Tatsuya, viene rivelato da un comune amico il segno distintivo di Tetsuya: un neo sul sedere.
Aiutato ben poco dall'amico, Toru si consola con la notizia della partenza di Tatsuya per un viaggio d'affari per potersi godere una maggiore intimità con Tetsuya. La prima sera del week-end a due, ormai tra le braccia dell'uomo che ama, Toru si accorge di essere non insieme al fidanzato ma al suo gemello. Sconvolto, gli viene rivelato da Tatsuya che ormai da mesi il giovane celava i sentimenti e la forte attrazione che lo ossessionavano e quel giorno, approfittando del ritardo di Tetsuya aveva deciso di sostituirglisi per unirsi a Toru. La convivenza dei tre diventa così ancora più complicata.

### Sugar Cube
Un uomo torna a casa e trova il compagno impegnato a masturbarsi con dei sex toys. Quello gli spiega che li sta testando e poi recensendo per lavoro e decide di coinvolgerlo.

### Monster
Hiroshi ha sin da quando era bambino l'incubo di essere aggredito nel sonno da un mostro, questa fantasia nasconde in realtà il trauma subito a causa degli abusi sessuali cui è stato sottoposto dal padre e di cui è stato vittima fin da giovanissimo. La cosa lo ha portato, una volta ragazzo, a cercare morbosamente sesso, spingendolo anche a frequentare i parchi di notte e ad avere rapporti sessuali con estranei. Proprio dopo tali incontri clandestini incontra il professor Kato, insegnante del liceo, questi diventa il compagno fisso di Hiroshi e, quando il giovane riesce finalmente a trovare la forza di fuggire dal padre, lo accoglie nella propria casa, fugando nell'allievo ogni dubbio sulla sincerità del sentimento che li unisce.

### Il mio re
Jean è il fedele compagno d'armi di Okhraid III, discendente dei draghi e il più potente re guerriero del pianeta. Ritornato da una sanguinosa battaglia ai confini del regno, l'inseparabile duo trova il palazzo devastato e tutti gli abitanti della città massacrati. Scoraggiato e distrutto nell'animo, Ohkraid decide di abbandonare il titolo regale e il suo rango. Un giorno nel bosco i due si imbattono in un lascivo demone assetato del seme del re guerriero. Drogati con un incantesimo afrodisiaco, i due uomini vengono coinvolti in un rapporto sessuale; riuscito nel suo intento, il demone è pronto ad eliminare il giovane cavaliere, ma la vista del proprio uomo in pericolo risveglia la straordinaria forza del re e questi annienta il demone.
Ormai ripresosi, Ohkraid è pronto per riassumersi i doveri del proprio titolo e il governo della capitale che, come gli mostra Jean, è nuovamente fiorente.

### Che goduria l'anguria
L'acquisto di una coppia di angurie trasporta  due fidanzati verso situazioni piccanti.

### Ai confini del mare
Un salaryman, a seguito di un litigio  in ufficio, corre alla spiaggia, incerto sul da farsi e pieno di vergogna per il proprio comportamento poco serio dimostrato ai colleghi.
Lì trova un giovane uomo privo di conoscenza; troppo impacciato per soccorrerlo tempestivamente,   l'impiegato scopre che il giovane stava esercitandosi a trattenere il fiato per poter tornare di nuovo in fondo al mare. Sebbene considerando lo sconosciuto leggermente folle, il salaryman ascolta la storia del giovane e di come, affascinato dalle luci della terraferma che giungevano sul fondo marino, abbia deciso di vivere tra gli uomini. Quando inizia a piovere i due si riparano in un capanno abbandonato e lì, complice l' “odore del mare” i due si uniscono. Quando il salaryman si risveglia è da solo; ancora assonnato, augura al giovane di esser ritornato alla sua casa marina e, ricevuta una telefonata dall'ufficio, si precipita in ufficio.